# Serie A2 2012-2013 (calcio femminile)
La Serie A2 2012-2013 è stata l'undicesima e ultima edizione della Serie A2, rilevata dalla stagione successiva dalla Serie B come secondo livello nella struttura del campionato italiano femminile di calcio. Scalese, Valpo Pedemonte, Inter Milano e Res Roma, vincitori dei rispettivi gironi, sono stati promossi in Serie A.

## Stagione

### Formula
Partecipano 44 squadre divise in quattro gironi, secondo un'inedita divisione: due gironi da 12 (A e C), uno da 11 (B) e uno da 10 (D). Le prime di ogni girone sono promosse direttamente in Serie A. Le ultime dei quattro gironi sono retrocesse in Serie C, mentre altre 4 squadre sono retrocesse tramite i play-out: nei gironi da 12 squadre, la tabella play-out prevede 8ª-11ª e 9ª-10ª; nel girone da 11 squadre, i play-out prevedono tra 7ª-10ª e 8ª-9ª, mentre in quello da 10 squadre, lo schema è 6ª-9ª e 7ª-8ª.
Tutti i play-out si disputano con gare di sola andata da disputarsi in casa della squadra meglio classificata durante la stagione regolare: al termine dei 90 minuti regolamentari, in caso di parità, si disputano due tempi supplementari di 15 minuti ciascuno. In caso di ulteriore parità, non si va ai calci di rigore, ma si salva la meglio piazzata in classifica. Le due sconfitte disputano un'ulteriore gara di play-out dove valgono le stesse regole appena descritte (partita da giocare in casa della meglio classificata, supplementari in caso di parità, salvezza raggiunta dalla meglio classificata nella stagione regolare qualora persistesse la parità). La squadra sconfitta retrocede in Serie C. In tutti e quattro i gironi, in caso di scarto maggiore ai 9 punti tra due squadre che si sarebbero dovute affrontare nei play-out, questo non ha luogo e si considera già sconfitta (e dunque direttamente retrocessa) la squadra distaccata di almeno 10 punti.

## Girone A

### Squadre partecipanti
| Club                          | Città                      | Stadio                           | Stagione 2011-2012                         |
| ----------------------------- | -------------------------- | -------------------------------- | ------------------------------------------ |
| A.S.D.F. Alba                 | Alba (CN)                  | Comunale S.Cassiano              | 1º posto in Serie C Piemonte-Valle d'Aosta |
| A.C.F. Alessandria            | Alessandria                | Stadio Giuseppe Moccagatta       | 4º posto in Serie A2/A                     |
| A.S.D. Atletico Oristano C.F. | Cabras (OR)                | Stadio Tharros                   | 12º posto in Serie A2/A                    |
| A.S.D. Castelfranco C.F.      | Castelfranco di Sotto (PI) | Stadio Osvaldo Martini           | 1º posto in Serie C Toscana                |
| A.C.P. Cuneo San Rocco F.     | Cuneo                      | Paschiero e Parco della Gioventù | 8º posto in Serie A2/A                     |
| A.S.D.P. Matuziana Sanremo    | Sanremo (IM)               | Stadio Luigi Cichero             | 1º posto in Serie C Liguria                |
| S.C. Molassana Boero A.S.D.   | Genova Molassana           | Stadio Federico Mario Boero      | 3º posto in Serie A2/C                     |
| A.S.D. Real Arenzano C.F.     | Arenzano (GE)              | Campo "Nazario Gambino"          | 2º posto in Serie C Liguria                |
| U.S.D. Sarzanese C.F.         | Sarzana (SP)               | C. Casoni Berghini               | 2º posto in Serie C Liguria                |
| C.F. Scalese A.S.D.           | San Miniato (PI)           | Campo di Via Trento              | 8º posto in Serie A2/C                     |
| G.S.F. Spezia                 | La Spezia                  | Stadio Alberto Picco             | 10º posto in Serie A2/C                    |
| A.S.D. Villacidro Villgomme   | Villacidro (VS)            | Stadio comunale                  | 8º posto in Serie A2/C                     |

### Classifica finale
|  | Pos. | Squadra              | Pt | G  | V  | N | P  | GF | GS | DR  |
|  | ---- | -------------------- | -- | -- | -- | - | -- | -- | -- | --- |
|  | 1.   | Scalese              | 51 | 22 | 16 | 3 | 3  | 53 | 19 | +34 |
|  | 2.   | Real Arenzano        | 50 | 22 | 15 | 5 | 2  | 54 | 24 | +30 |
|  | 3.   | Alessandria          | 46 | 22 | 13 | 7 | 2  | 55 | 16 | +39 |
|  | 4.   | Molassana Boero      | 39 | 22 | 11 | 6 | 5  | 50 | 25 | +25 |
|  | 5.   | Alba                 | 38 | 22 | 11 | 5 | 6  | 54 | 29 | +25 |
|  | 6.   | Castelfranco         | 32 | 22 | 9  | 5 | 8  | 27 | 20 | +7  |
|  | 7.   | Cuneo San Rocco (-2) | 27 | 22 | 8  | 5 | 9  | 34 | 30 | +4  |
|  | 8.   | Atletico Oristano    | 27 | 22 | 8  | 3 | 11 | 37 | 43 | -6  |
|  | 9.   | Villacidro Villgomme | 19 | 22 | 4  | 7 | 11 | 21 | 36 | -15 |
|  | 10.  | Sarzanese            | 17 | 22 | 4  | 5 | 13 | 28 | 74 | -46 |
|  | 11.  | Matuziana Sanremo    | 15 | 22 | 4  | 3 | 15 | 13 | 50 | -37 |
|  | 12.  | Spezia               | 5  | 22 | 1  | 2 | 19 | 14 | 74 | -60 |

Legenda:
      Promossa in Serie A 2013-2014
 Ammessa agli spareggi retrocessione
      Retrocessa in Serie C 2013-2014
Note:
Tre punti a vittoria, uno a pareggio, zero a sconfitta.
Il Cuneo San Rocco ha scontato 2 punti di penalizzazione.

### Play-out

#### Semifinale
| Atletico Oristano    | n.d.           | Matuziana Sanremo | [ 2 ]                      |  |  |
| Villacidro Villgomme | 2 - 2 (d.t.s.) | Sarzanese         | Villacidro, 12 maggio 2013 |  |  |
|                      |                |                   |                            |  |  |

#### Finale
| Sarzanese | 2 - 1 | Matuziana Sanremo | Sarzana, 19 maggio 2013 |  |  |
|           |       |                   |                         |  |  |

## Girone B

### Squadre partecipanti
| Club                             | Città                      | Stadio                       | Stagione 2011-2012                      |
| -------------------------------- | -------------------------- | ---------------------------- | --------------------------------------- |
| A.S.D. Anima e Corpo Orobica     | Zanica (BG)                | Comunale Azzano San Paolo    | 7º posto in Serie A2/A                  |
| A.S.D. S.S.V. Brixen OBI         | Bressanone (BZ)            | Campo Brixen Jugendhort      | 11º posto in Serie A2/B                 |
| C.S.D. Franciacorta              | Erbusco (BS)               | Campo Comunale Erbusco       | 9º posto in Serie A2/A                  |
| U.S.D. C.F. Real Bardolino       | Bardolino (VR)             | Campo a Sega di Cavaion Vr.  | 1º posto in Serie C Veneto girone A     |
| A.S.D. Real Meda C.F.            | Meda (MB)                  | Campo Sportivo Città di Meda | 5º posto in Serie A2/A                  |
| C.F. Südtirol Damen Bolzano A.D. | Bolzano                    | Campo Righi                  | 2º posto in Serie A2/B                  |
| A.C.F.D. Tradate Abbiate         | Tradate (VA)               | Centro Sportivo Oslavia      | 10º posto in Serie A2/A                 |
| A.S.D. ACF Trento Clarentia      | Trento                     | Campo Talamo v. Ghiaie       | 1º posto in Serie C Trentino-Alto Adige |
| A.S.D. Valpo Pedemonte C.F.      | San Pietro in Cariano (VR) | Stadio Comunale              | 6º posto in Serie A2/B                  |
| A.S.D. Vicenza C.F.              | Vicenza                    | Comunale "Zanecchin"         | 13º posto in Serie A2/B                 |
| A.S.D. Ženský-Padova F.          | Padova                     | Campo Comunale               | 9º posto in Serie A2/B                  |

### Classifica finale
|  | Pos. | Squadra          | Pt | G  | V  | N | P  | GF | GS | DR  |
|  | ---- | ---------------- | -- | -- | -- | - | -- | -- | -- | --- |
|  | 1.   | Valpo Pedemonte  | 52 | 20 | 16 | 4 | 0  | 56 | 17 | +39 |
|  | 2.   | Südtirol         | 43 | 20 | 13 | 4 | 3  | 56 | 17 | +39 |
|  | 3.   | Real Meda        | 41 | 20 | 12 | 5 | 3  | 49 | 19 | +30 |
|  | 4.   | Orobica          | 31 | 20 | 9  | 4 | 7  | 35 | 24 | +11 |
|  | 5.   | Brixen OBI       | 29 | 20 | 9  | 2 | 9  | 30 | 35 | -5  |
|  | 6.   | Real Bardolino   | 24 | 20 | 7  | 3 | 10 | 30 | 32 | -2  |
|  | 7.   | Franciacorta     | 23 | 20 | 6  | 5 | 9  | 24 | 32 | -8  |
|  | 8.   | Ženský-Padova    | 18 | 20 | 4  | 6 | 10 | 23 | 41 | -18 |
|  | 9.   | Tradate Abbiate  | 17 | 20 | 5  | 2 | 13 | 19 | 40 | -21 |
|  | 10.  | Trento Clarentia | 16 | 20 | 4  | 4 | 12 | 16 | 53 | -37 |
|  | 11.  | Vicenza          | 15 | 20 | 4  | 3 | 13 | 19 | 47 | -28 |

Legenda:
      Promossa in Serie A 2013-2014
 Ammessa agli spareggi retrocessione
      Retrocessa in Serie C 2013-2014
Note:
Tre punti a vittoria, uno a pareggio, zero a sconfitta.

### Play-out

#### Semifinale
|               | Risultati |                  | Luogo e data           |  |
| ------------- | --------- | ---------------- | ---------------------- |  |
| Franciacorta  | 2 - 1     | Trento Clarentia | Erbusco, 5 maggio 2013 |  |
| Ženský-Padova | 1 - 0     | Tradate Abbiate  | Padova, 5 maggio 2013  |  |
|               |           |                  |                        |  |

#### Finale
|                 | Risultati |                  | Luogo e data            |  |
| --------------- | --------- | ---------------- | ----------------------- |  |
| Tradate Abbiate | 1 - 0     | Trento Clarentia | Tradate, 12 maggio 2013 |  |
|                 |           |                  |                         |  |

## Girone C

### Squadre partecipanti
| Club                            | Città                          | Stadio                        | Stagione 2011-2012            |
| ------------------------------- | ------------------------------ | ----------------------------- | ----------------------------- |
| A.S.D. Bocconi Sport Team       | Milano                         | Campo "Forza e Coraggio"      | 2º posto in Serie C Lombardia |
| A.S.D. Castelvecchio            | Savignano sul Rubicone (FC)    | Vecchio Comunale              | 10º posto in Serie A2/B       |
| A.P.D. E.D.P. Jesina F.         | Monte Roberto (AN)             | Polisportivo Cardinaletti     | 1º posto in Serie C Marche    |
| A.S.D. Gordige C.R.             | Cavarzere (VE)                 | Campo "Peppino di Rorai"      | 3º posto in Serie A2/B        |
| Imolese Femm. A.C.F.D.          | Imola (BO)                     | Campo Bacchilega              | 5º posto in Serie A2/C        |
| A.S.D.F. Inter Milano           | Milano                         | Campo a Settimo Milanese      | 3º posto in Serie A2/A        |
| A.C. F. Mestre 1999             | Mestre                         | Comunale di Favaro Veneto     | 8º posto in Serie A2/B        |
| A.C.F. Milan                    | Milano                         | Campo "E. Vigorelli" Mediglia | 13º posto in Serie A          |
| A.S.D. Olimpia Vignola C.       | Spilamberto (MO)               | C.S. "Il Poggio" a Vignola    | 11º posto in Serie A2/C       |
| U.S.D. San Zaccaria             | Ravenna                        | Campo Sportivo Soprani        | 4º posto in Serie A2/B        |
| A.S.D. Union Villanova          | Sernaglia della Battaglia (TV) | Campo al Pravilandia          | 7º posto in Serie A2/B        |
| U.S.C.F. Permac Vittorio Veneto | Vittorio Veneto (TV)           | Stadio "Paolo Barison"        | 5º posto in Serie A2/B        |

### Classifica finale
|  | Pos. | Squadra         | Pt | G  | V  | N | P  | GF | GS  | DR   |
|  | ---- | --------------- | -- | -- | -- | - | -- | -- | --- | ---- |
|  | 1.   | Inter Milano    | 56 | 22 | 18 | 2 | 2  | 68 | 20  | +48  |
|  | 2.   | San Zaccaria    | 51 | 22 | 15 | 6 | 1  | 70 | 21  | +49  |
|  | 3.   | L.F. Jesina     | 46 | 22 | 13 | 7 | 2  | 50 | 24  | +26  |
|  | 4.   | Imolese         | 44 | 22 | 13 | 5 | 4  | 60 | 26  | +34  |
|  | 5.   | Vittorio Veneto | 37 | 22 | 11 | 4 | 7  | 48 | 25  | +23  |
|  | 6.   | Bocconi         | 33 | 22 | 10 | 3 | 9  | 34 | 28  | +6   |
|  | 7.   | Mestre 1999     | 29 | 22 | 7  | 8 | 7  | 41 | 43  | -2   |
|  | 8.   | Castelvecchio   | 25 | 22 | 7  | 4 | 11 | 32 | 34  | -2   |
|  | 9.   | Gordige         | 24 | 22 | 7  | 3 | 12 | 38 | 46  | -8   |
|  | 10.  | Olimpia Vignola | 15 | 22 | 4  | 3 | 15 | 24 | 52  | -28  |
|  | 11.  | Union Villanova | 11 | 22 | 2  | 5 | 15 | 18 | 53  | -35  |
|  | 12.  | ACF Milan (-1)  | -1 | 22 | 0  | 0 | 22 | 13 | 122 | -109 |

Legenda:
      Promossa in Serie A 2013-2014
 Ammessa agli spareggi retrocessione
      Retrocessa in Serie C 2013-2014
Note:
Tre punti a vittoria, uno a pareggio, zero a sconfitta.
Il Milan ha scontato 1 punto di penalizzazione.

### Play-out

#### Semifinale
| Castelvecchio | n.d.  | Union Villanova | [ 2 ]                     |  |  |
| Gordige       | 2 - 1 | Olimpia Vignola | Cavarzere, 12 maggio 2013 |  |  |
|               |       |                 |                           |  |  |

#### Finale
| Olimpia Vignola | 1 - 0 | Union Villanova | Vignola, 19 maggio 2013 |  |  |
|                 |       |                 |                         |  |  |

## Girone D

### Squadre partecipanti
| Club                            | Città                 | Stadio                         | Stagione 2011-2012           |
| ------------------------------- | --------------------- | ------------------------------ | ---------------------------- |
| A.S.D. C.F. Acese               | Aci Sant'Antonio (CT) | Stadio Comunale                | 5º posto in Serie A2/D       |
| A.S.D. Caira                    | Cassino (FR)          | Stadio Gino Salveti            | 1º posto in Serie C Lazio    |
| A.S.D. Centro Ester             | Napoli Barra          | Stadio Ottorino Barassi        | 3º posto in Serie C Campania |
| A.S.D. Femminile Chieti         | Chieti                | Campo del S.Anna               | 1º posto in Serie C Abruzzo  |
| A.S.D. Foligno C.F.             | Foligno (PG)          | Stadio Comunale                | 6º posto in Serie A2/C       |
| A.S.D. Ludos                    | Palermo               | C. "Pino Puglisi" a Montelepre | 1º posto in Serie C Sicilia  |
| A.S.D. Pink Sport Time          | Bitetto (BA)          | Stadio comunale                | 7º posto in Serie A2/D       |
| A.S.D. Real Marsico             | Marsico Nuovo (PZ)    | Stadio Del Sole                | 6º posto in Serie A2/D       |
| A.S.D. Res Roma                 | Roma                  | Stadio Raimondo Vianello       | 2º posto in Serie A2/D       |
| A.S.D. Women Civitavecchia F.C. | Civitavecchia (RM)    | C.S. La Borghesiana            | 9º posto in Serie A2/D       |

### Classifica finale
|  | Pos. | Squadra            | Pt | G  | V  | N | P  | GF | GS | DR  |
|  | ---- | ------------------ | -- | -- | -- | - | -- | -- | -- | --- |
|  | 1.   | Res Roma           | 52 | 18 | 17 | 1 | 0  | 82 | 4  | +78 |
|  | 2.   | Pink Sport Time    | 42 | 18 | 13 | 3 | 2  | 40 | 12 | +28 |
|  | 3.   | Acese              | 31 | 18 | 8  | 7 | 3  | 23 | 16 | +7  |
|  | 4.   | Foligno            | 27 | 18 | 8  | 3 | 7  | 42 | 32 | +10 |
|  | 5.   | Chieti             | 25 | 18 | 7  | 4 | 7  | 32 | 37 | -5  |
|  | 6.   | Ludos Palermo      | 24 | 18 | 7  | 3 | 8  | 35 | 49 | -14 |
|  | 7.   | Wom. Civitavecchia | 19 | 18 | 6  | 1 | 11 | 14 | 31 | -17 |
|  | 8.   | Real Marsico       | 17 | 18 | 5  | 2 | 11 | 29 | 32 | -3  |
|  | 9.   | Caira              | 15 | 18 | 3  | 6 | 9  | 22 | 40 | -18 |
|  | 10.  | Centro Ester       | 3  | 18 | 1  | 0 | 17 | 18 | 84 | -66 |

Legenda:
      Promossa in Serie A 2013-2014
 Ammessa agli spareggi retrocessione
      Retrocessa in Serie C 2013-2014
Note:
Tre punti a vittoria, uno a pareggio, zero a sconfitta.

### Play-out

#### Semifinale
|                    | Risultati |              | Luogo e data              |  |
| ------------------ | --------- | ------------ | ------------------------- |  |
| Ludos Palermo      | 1 - 1     | Caira        | Montelepre, 5 maggio 2013 |  |
| Wom. Civitavecchia | 5 - 1     | Real Marsico | Roma, 5 maggio 2013       |  |
|                    |           |              |                           |  |

#### Finale
|              | Risultati |       | Luogo e data                  |  |
| ------------ | --------- | ----- | ----------------------------- |  |
| Real Marsico | 0 - 2     | Caira | Marsico Nuovo, 12 maggio 2013 |  |
|              |           |       |                               |  |

## Statistiche

### Classifiche marcatrici

#### Girone A
| Gol | Rigori |  | Giocatore          | Squadra         |
| --- | ------ |  | ------------------ | --------------- |
| 22  | 4      |  | Serena Coppolino   | Molassana Boero |
| 18  |        |  | Nadia Galliano     | Real Arenzano   |
| 17  |        |  | Barbara Di Stefano | Alessandria     |
| 17  |        |  | Barbara Luciano    | Alba            |

#### Girone B
| Gol | Rigori |  | Giocatore          | Squadra         |
| --- | ------ |  | ------------------ | --------------- |
| 18  | 3      |  | Alessandra Tonelli | Südtirol        |
| 16  |        |  | Sara Capovilla     | Valpo Pedemonte |
| 13  |        |  | Martina Moselli    | Real Meda       |
| 13  |        |  | Chantal Trezzi     | Real Meda       |

#### Girone C
| Gol | Rigori |  | Giocatore            | Squadra      |
| --- | ------ |  | -------------------- | ------------ |
| 21  | 3      |  | Giulia Baldini       | Imolese      |
| 17  |        |  | Alice Zuanti         | Mestre 1999  |
| 16  |        |  | Valentina Bianchessi | Inter Milano |
| 14  |        |  | Alessia Longato      | Gordige      |

#### Girone D
| Gol | Rigori |  | Giocatore               | Squadra       |
| --- | ------ |  | ----------------------- | ------------- |
| 26  | 4      |  | Vanessa Nagni           | Res Roma      |
| 25  | 1      |  | Marija Vukčević         | Res Roma      |
| 17  |        |  | Grazia Buttaccio Tardio | Ludos Palermo |
| 15  | 3      |  | Giulia Olivieri         | Real Marsico  |